# 1992年バルセロナオリンピックのテニス競技
1992年バルセロナオリンピックのテニス競技（1992ねんバルセロナオリンピックのテニスきょうぎ）の成績結果。

## 試合方式
- 出場選手は、男子・女子ともシングルス64名、ダブルス32組。シングルス優勝までには6試合、ダブルス優勝までには5試合を戦う。
- 男子はシングルス・ダブルスとも、すべて5セット・マッチ。1988年ソウル五輪とこのバルセロナ五輪では、準決勝で敗退した選手2名 / 2組による銅メダル決定戦は行わず、両方に銅メダルを授与していた。（1996年アトランタ五輪から、銅メダル決定戦が行われるようになった。）
- 女子はすべて3セット・マッチ。試合の流れは男子と同じ。

## メダル受賞者

### 男子シングルス
| 順位 | 選手名                   | 国・地域   |
| ---- | ------------------------ | ---------- |
| 1    | マルク・ロセ             | スイス     |
| 2    | ホルディ・アレッセ       | スペイン   |
| 3    | ゴラン・イワニセビッチ   | クロアチア |
| 3    | アンドレイ・チェルカソフ | EUN        |

#### 大会経過
準決勝
- マルク・ロセ vs.  ゴラン・イワニセビッチ　6-3, 7-5, 6-2
- ホルディ・アレッセ vs.  アンドレイ・チェルカソフ　6-4, 7-6, 3-6, 6-3
  - （準決勝敗退の両選手に、銅メダルを授与）

決勝
- マルク・ロセ vs.  ホルディ・アレッセ　7-6, 6-4, 3-6, 4-6, 8-6

### 男子ダブルス
| 順位 | 選手名                                     | 国・地域     |
| ---- | ------------------------------------------ | ------------ |
| 1    | ボリス・ベッカー＆ミヒャエル・シュティヒ   | ドイツ       |
| 2    | ウェイン・フェレイラ＆ピート・ノーバル     | 南アフリカ   |
| 3    | ハビエル・フラナ＆クリスティアン・ミヌッシ | アルゼンチン |
| 3    | ゴラン・イワニセビッチ＆ゴラン・プルピッチ | クロアチア   |

#### 大会経過
準決勝
- ボリス・ベッカー＆ミヒャエル・シュティヒ vs.  ハビエル・フラナ＆クリスティアン・ミヌッシ　7-6, 6-2, 6-7, 2-6, 6-4
- ウェイン・フェレイラ＆ピート・ノーバル vs.  ゴラン・イワニセビッチ＆ゴラン・プルピッチ　7-6, 3-6, 6-3, 2-6, 6-2
  - （準決勝敗退の両ペアに、銅メダルを授与）

決勝
- ボリス・ベッカー＆ミヒャエル・シュティヒ vs.  ウェイン・フェレイラ＆ピート・ノーバル　7-6, 4-6, 7-6, 6-3

### 女子シングルス
| 順位 | 選手名                           | 国・地域       |
| ---- | -------------------------------- | -------------- |
| 1    | ジェニファー・カプリアティ       | アメリカ合衆国 |
| 2    | シュテフィ・グラフ               | ドイツ         |
| 3    | メアリー・ジョー・フェルナンデス | アメリカ合衆国 |
| 3    | アランチャ・サンチェス・ビカリオ | スペイン       |

#### 大会経過
準決勝
- シュテフィ・グラフ vs.  メアリー・ジョー・フェルナンデス　6-4, 6-2
- ジェニファー・カプリアティ vs.  アランチャ・サンチェス・ビカリオ　6-3, 3-6, 6-1
  - （準決勝敗退の両選手に、銅メダルを授与）

決勝
- ジェニファー・カプリアティ vs.  シュテフィ・グラフ　3-6, 6-3, 6-4

### 女子ダブルス
| 順位 | 選手名                                                   | 国・地域       |
| ---- | -------------------------------------------------------- | -------------- |
| 1    | ジジ・フェルナンデス＆メアリー・ジョー・フェルナンデス   | アメリカ合衆国 |
| 2    | アランチャ・サンチェス・ビカリオ＆コンチタ・マルティネス | スペイン       |
| 3    | ナターシャ・ズベレワ＆レイラ・メスヒ                     | EUN            |
| 3    | レイチェル・マッキラン＆ニコル・ブラドケ                 | オーストラリア |

#### 大会経過
準決勝
- ジジ・フェルナンデス＆メアリー・ジョー・フェルナンデス vs.  ナターシャ・ズベレワ＆レイラ・メスヒ　6-4, 7-5
- アランチャ・サンチェス・ビカリオ＆コンチタ・マルティネス vs.  レイチェル・マッキラン＆ニコル・ブラドケ　6-1, 6-2
  - （準決勝敗退の両ペアに、銅メダルを授与）

決勝
- ジジ・フェルナンデス＆メアリー・ジョー・フェルナンデス vs.  アランチャ・サンチェス・ビカリオ＆コンチタ・マルティネス　7-5, 2-6, 6-2

## 国別メダル受賞数
| 順   | 国・地域       | 金 | 銀 | 銅 | 計 |
| ---- | -------------- | -- | -- | -- | -- |
| 1    | アメリカ合衆国 | 2  | 0  | 1  | 3  |
| 2    | ドイツ         | 1  | 1  | 0  | 2  |
| 3    | スイス         | 1  | 0  | 0  | 1  |
| 4    | スペイン       | 0  | 2  | 1  | 3  |
| 5    | 南アフリカ     | 0  | 1  | 0  | 1  |
| 6    | EUN            | 0  | 0  | 2  | 2  |
| 6    | クロアチア     | 0  | 0  | 2  | 2  |
| 8    | アルゼンチン   | 0  | 0  | 1  | 1  |
| 8    | オーストラリア | 0  | 0  | 1  | 1  |
| 総計 | 総計           | 4  | 4  | 8  | 16 |